# I Miss You (film)
Pour les articles homonymes, voir I Miss You.
Pour plus de détails, voir Fiche technique et Distribution.
I Miss You est un film brésilien de court métrage, de 2015, créé par l'acteur et réalisateur Paulo Leão .
I Miss You a été primé au International Open Film Festival (en) et a également reçu des nominations dans d'autres festivals,.

## Synopsis
À travers des images suggestives et avec le soutien de la chanson homonyme composée par Snow Flake, le film I Miss You parle de manière poétique du thème de la « saudade »,.

## Fiche technique
- Titre original : I Miss You
- Réalisation : Paulo Leão
- Scénario : Paulo Leão
- Production : Paulo Leão
- Producteur associé : OlharFilmes/Samsara Film
- Distribution : OlharFilmes/Samsara Film
- Durée : 1 minute
- Genre : Drame
- Pays : Brésil
- Langue : Portugais
- Format : couleur
- Date de sortie : 2015

## Lancement
Le film a été présenté en première en Russie en 2015, participant à la « Sélection officielle » du Russian Film Festival .

## Festivals
Sélections officielles,, :
- Russian Film Festival - 2015 - Russie
- One Minute Festival - 2015 - En ligne
- Barcelona Planet Film Festival - 2015 - Espagne
- Miniature Film Festival Vermont - 2016 - Canada
- All Lights India International Film Festival - 2016 - Inde
- TIF Video Challenge - 2016 - Chypre
- Ekurhuleni International Film Festival - 2016 - Afrique du Sud
- International Open Film Festival - 2016 - Inde
- Allucinema Fest Puebla - 2016 - Mexique
- IndustryBOOST Competition - 2016 - États-Unis
- Sony Kando Video Los Angeles - 2018 - États-Unis
- Shortverse - 2024 - En ligne

## Distinctions

### Récompenses et nominations
| Année | Cérémonie ou récompense                              | Prix             | Résultat       | Réf   |
| ----- | ---------------------------------------------------- | ---------------- | -------------- | ----- |
| 2016  | IOFF - International Open Film Festival - États-Unis | Meilleur film    | Demi-finaliste | [ 2 ] |
| 2016  | IOFF - International Open Film Festival - États-Unis | Prix de réussite | Lauréat        | ,     |
| 2016  | Allucinema FestPuebla - Mexique                      | Meilleur film    | Demi-finaliste | [ 2 ] |
| 2016  | IndustryBOOST Competition - États-Unis               | Meilleur film    | Nomination     | [ 2 ] |